# Amersfoorts
Het Amersfoorts is een Eemlands stadsdialect dat tot de West-Veluwse dialectgroep gerekend wordt. Het Amersfoorts wordt van oudsher gesproken in Amersfoort en in de directe omgeving van de stad, maar is zo goed als uitgestorven.
In september 2008 werd een boek over het dialect gepubliceerd: Amersfoortse praat. Een stad in taal en verhaal.

## Enkele woorden
- drieten (poepen)
- schoeken (krabben)
- heuen (opjutten)
- kruudmoes
- ouwewijvetene of platte peters (tuinbonen)
- grup (greppel)

## Uitdrukkingen
- Als het schip met geld achter het Spijkertje vandaan komt. Variant op de uitdrukking "als het schip met geld komt"; het Spijkertje was een pakhuis langs de Eem.[2]
- Pilatus is dood, zijn benen hangen in de Windsteeg. Variant op het gedateerde gezegde "Pilatus is dood"; de Windsteeg is een steegje naast de Sint-Joriskerk.[3]
- Buiten de veste. Buiten Amersfoort.[1]
- Moekerig weer. Warm weer.[1]